# Chimenea aragonesa

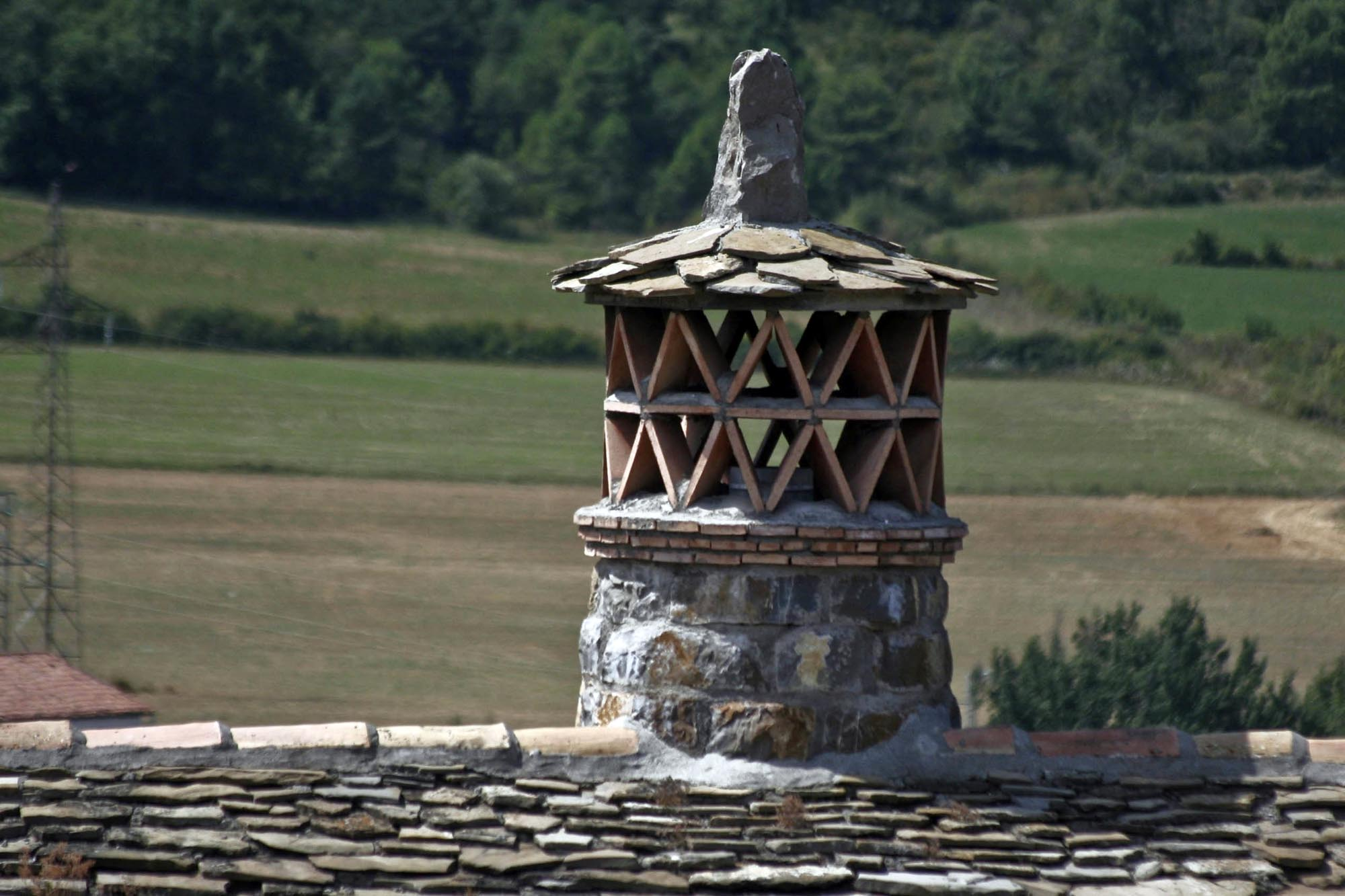
Chimenea aragonesa en Aínsa

La chimenea aragonesa, chimenea troncocónica o simplemente chaminera (en aragonés) es un tipo de chimenea tradicional en el Alto Aragón, principalmente en la comarca pirenaica de Sobrarbe.

## Características
La chimenea aragonesa consiste en un hogar central, formando por una pieza independiente y coronada con una bóveda en cúpula que se prolonga con un tejado de lajas característico. La sala en que se ubica, la única calefactada de la casa, sirve como cocina y como salón, sobre todo en el riguroso invierno de montaña. El hogar se encuentra en el centro sobre una ancha piedra plana o una placa. Una viga horizontal transversal, ubicada bastante elevada, da soporte a varias estructuras dentadas de las que se suspenden las ollas. Un banco, la cadiera,  cierra la pieza, acompañado de una tabla desmontable perpendicular al muro que puede servir como mesa.
El final de la chimenea por encima del tejado es cilíndrico o en tronco de cono. Está construida en el mismo material, generalmente de travertino, localmente llamado tosca. Las aberturas para la evacuación del humo están delimitadas por piedras planas llamadas lajas,  dispuestas en paralelo o inclinadas dos a dos, sobre una o dos filas superpuestas (a la manera de un «castillo de naipes»). Tardíamente se utilizaron también ladrillos a tal efecto. Una piedra plana circular finaliza el conjunto sobre las lajas. Finalmente la cumbre esta coronada tradicionalmente por una piedra, esculpida en forma de personaje o a veces de objeto (como una cruz) con el objetivo de alejar brujas y malos espíritus (el espantabrujas).

Una gran parte del hábitat rural aragonés ha sido abandonada durante la segunda mitad del siglo XX y las chimeneas tradicionales aragonesas han quedado a menudo en ruinas sin ser fundamentalmente modificadas. Actualmente las casas son rehabilitadas, a veces a costa de las antiguas cocinas que no permiten el estilo de vida moderno. Sin embargo las salidas de humos, elementos de entidad y visibles del patrimonio arquitectónico, son generalmente conservadas y restauradas.

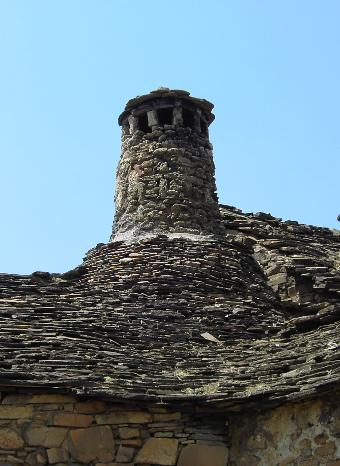
Chimenea en Sobrarbe que muestra la altura del abrigo interior
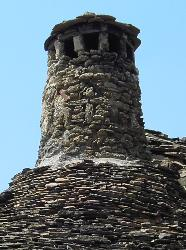
Chicota
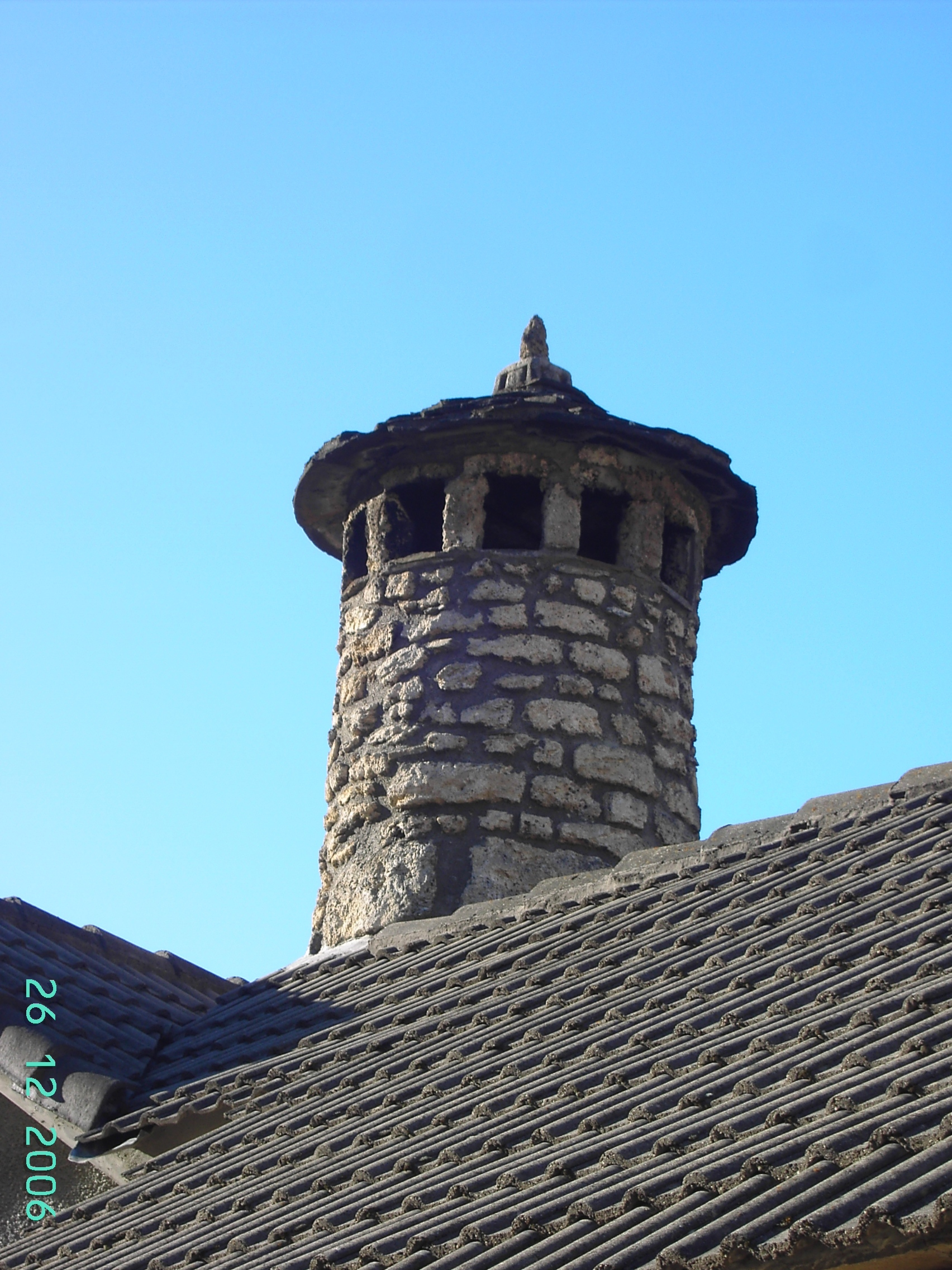
Torla
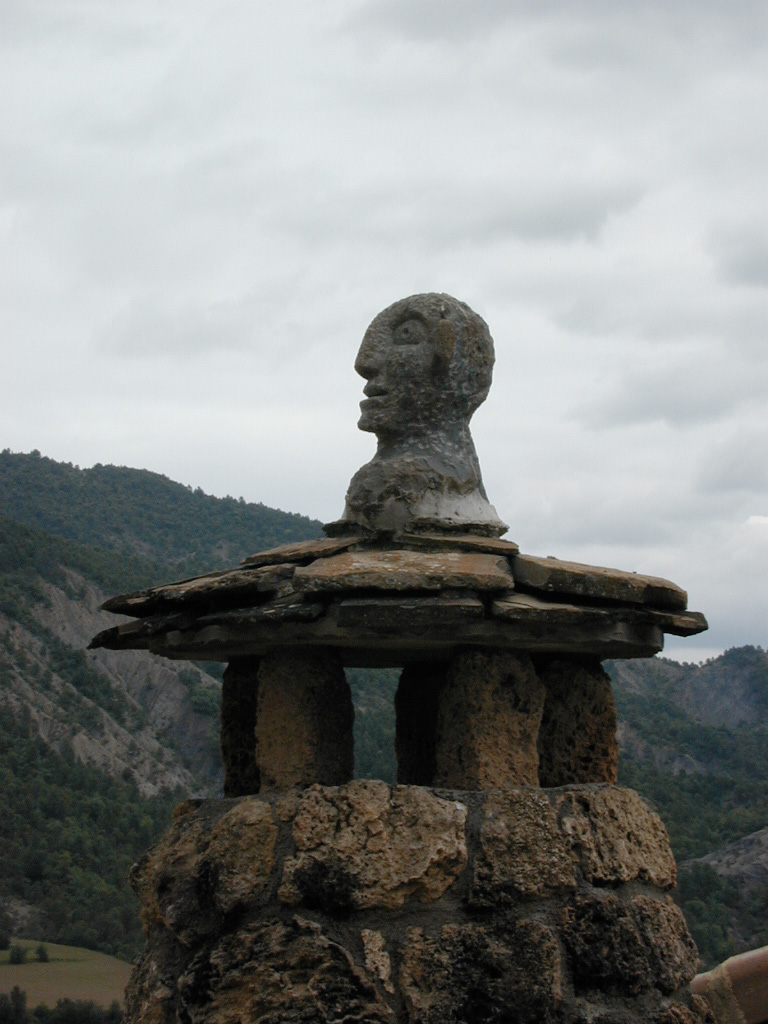
Espantabrujas
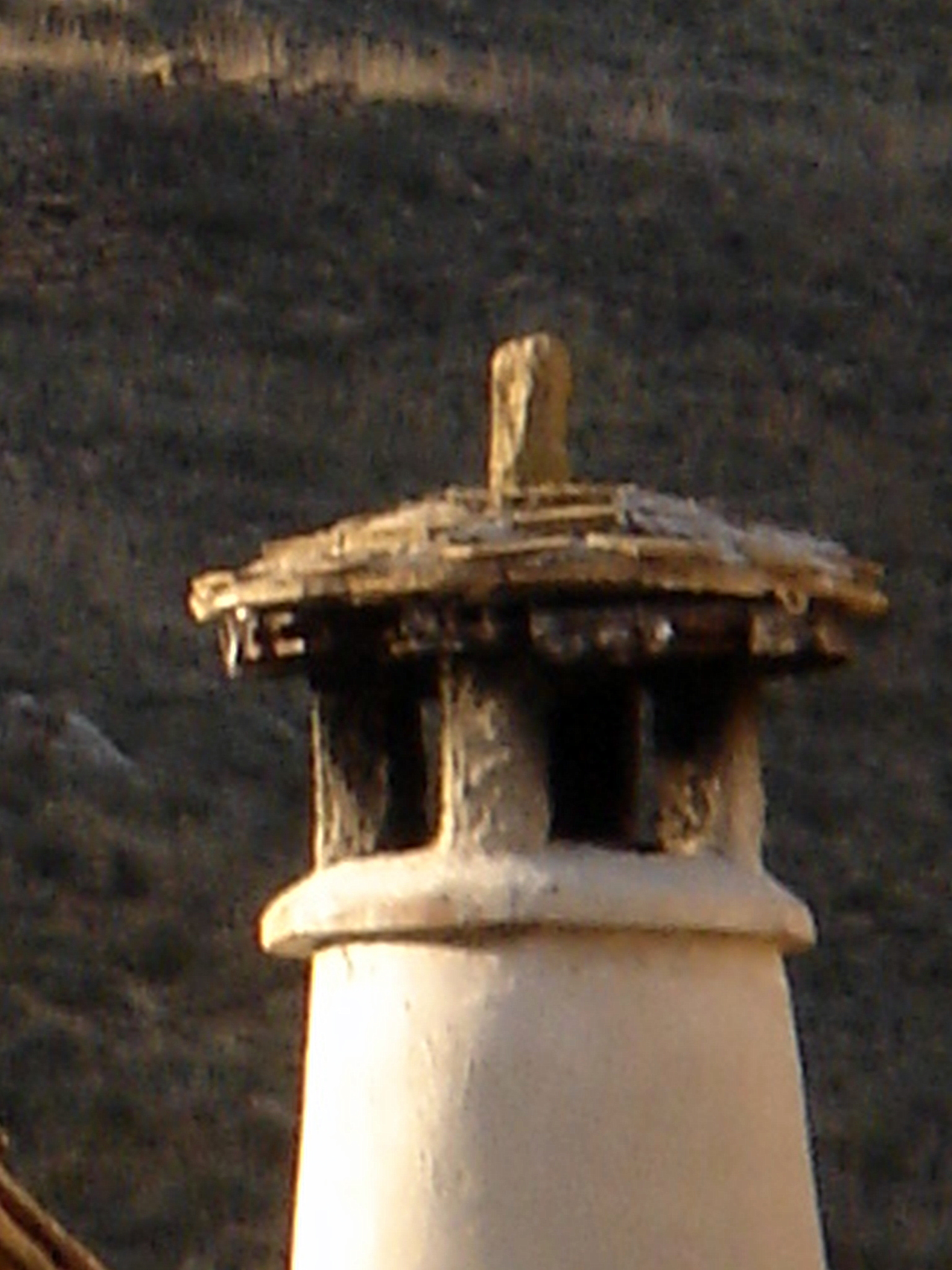
Longás

## Orígenes
El origen de este tipo de chimenea es poco conocido. La expresión «chimenea sarracena», usada en Francia en una zona muy definida (Bresse) con un tipo de chimeneas casi idéntico salvo por detalles (en la chimenea bresana, una cruz reemplaza el espantabrujas), no es empleada en Aragón, a pesar de la mayor herencia árabe en esta región.  Se suele concordar que se trata de desarrollos similares sobre el principio de un hogar central, adaptado a zonas de montaña. 
A propósito de las chimeneas sarracenas de Bresse, se ha propuesto una influencia nórdica donde la construcción con madera imponía este tipo de hogar central, como se puede ver en los bournes, chimeneas de los chalés o mazets de Alta Saboya, dotadas de un ancho abrigo en madera. Pero es evidente que en Aragón no concuerdan ni las influencias ni el material.
En el artículo Cocina del Diccionario de Viollet-le-Duc se mencionan cocinas medievales de ciertos monasterios o castillos, construidas según este mismo principio, con dimensiones superiores y la presencia de múltiples conductos en torno al conducto principal hasta la salida de humos. 
En Estambul, las cocinas del palacio de Topkapi (restauradas por el arquitecto Sinan en el siglo XVI), presentan el mismo principio.